# Палладийтримагний
Палладийтримагний — бинарное неорганическое соединение
палладия и магния
с формулой Mg3Pd,
кристаллы.

## Получение
- Сплавление стехиометрических количеств чистых веществ:

{\displaystyle {\mathsf {Pd+3Mg\ {\xrightarrow {1130^{o}C}}\ Mg_{3}Pd}}}

## Физические свойства
Палладийтримагний образует кристаллы
гексагональной сингонии,
пространственная группа P 63/mmc,
параметры ячейки a = 0,4609 нм, c = 0,8420 нм, Z = 2,
структура типа арсенида тринатрия Na3As

(по другим данным
пространственная группа P 63cm,
параметры ячейки a = 0,7987 нм, c = 0,8422 нм, Z = 6
).
Соединение образуется по перитектической реакции при температуре 1130°C (620°C).